# Церква Покрови Пресвятої Богородиці (Цебрів)
Церква Покрови Пресвятої Богородиці в Цеброві — парафія і храм греко-католицької громади Озернянського деканату Тернопільсько-Зборівської архієпархії Української греко-католицької церкви в селі Цебрів Тернопільського району Тернопільської области.
Дерев'яна церква оголошена пам'яткою архітектури місцевого значення.

## Історія церкви
Село довгий час не мало церкви. У 1809 році храм привезли із Закарпаття. Ця дерев'яна споруда довго служила людям, але з часом занепала. Тодішній парох отець Михайло Чайківський підтримав пропозицію парафіян збудувати нову церкву на честь Покрови Пресвятої Богородиці. Ідея виникла у 1993 році, а будівництво, що тривало повільно, завершилося у 2007 році.
Жертводавцями стали доброчинна організація «Реновабіс», місцеве господарство «Зоря» (керівник Віктор Тарковський) та парафіяни, зокрема Лука Кудрик з Америки, Ігор Борик та інші. Іконостас виготовив художник Василь Купецький, а розписав храм Євген Гірняк (обидва з Тернополя). В організації будівництва значну роль відіграли колишня голова Цебрівської сільської ради Лідія Брилінська та голова церковного комітету Ірина Польова.
Нову церкву освятив владика Василій Семенюк.
У 2011 році владика знову візитував парафію і освятив новозбудовану дзвіницю та капличку Божої Матері, які стоять при в'їзді до села. Проєкт дзвіниці розробив Петро Демчук. У зведенні дзвіниці допомагали місцевий дяк Петро Дубчак, парафіяни Ігор Борик, Ігор Нацюк, Юрій Біскупський, Ярослав Воробець, Василь Лизак, а також сільський голова Ігор Зварич і його попередник Олександр Ковальчук.
Ідея побудови каплички Божої Матері належить Олегу Вольському, а її спорудженням займався місцевий підприємець Зіновій Літинський. У будівництві також брали участь Володимир Новий, Віктор Тарковський, Петро Демчук, Богдан Будій, Євген Роман, Василь Алексевич та Ігор Зварич.

## Парохи
- о. Михайло Чайківський,
- о. Ігор Тарновський (з березня 2013).